# تکن (فیلم ۱۹۹۰)
تکن (انگلیسی: Tekken) فیلمی به کارگردانی جونجی ساکاموتو است که در سال ۱۹۹۰ منتشر شد.